# Ondata calda
Ondata calda (Heatwave) è un film del 2022 diretto da Ernie Barbarash. Il film è un thriller interpretato da Kat Graham, Merritt Patterson, Sebastian Roché, Cardi Wong e Roger Cross.

## Trama
In città c'è un'ondata di calore con picchi alti di umidità che rende le giornate invivibili, molti cercano refrigerio in locali climatizzati anche durante la notte e Claire è solita intrufolarsi nella piscina di un palazzo abitativo di lusso, questa volta però incontra Eve di cui si invaghisce. Qualche sera dopo esce per divertirsi e si avvicina ad Arlo, che è un poliziotto, e vanno in un bar, qui Claire nota subito la presenza di Eve con cui scambia due parole e con la quale, dopo aver lasciato Arlo, passa la notte.
Claire, che lavora presso la Crane Corporation che si occupa di affari immobiliari, suggerisce all'amministratore Scott Crane un potenziale luogo da riqualificare con nuovi appartamenti e alberghi, Scott vuole approfondire e visitano le strutture ormai abbandonate; in ufficio Claire sale di ruolo e diventa la nuova segretaria di Scott prendendo il posto di Lane.
Il sabato successivo, dopo essere stata invitata da Scott ad una festa a casa sua, scopre che Eve è la moglie del suo capo. Claire inizia ad evitarla ma Eve la incontra chiarendo la situazione e dicendole che la ama. Le due tornano a frequentarsi e Claire le confida cosa le ha raccontato Scott, una sera però le due vengono viste insieme da Olivia, una collega di Claire. Il pomeriggio seguente Scott è infuriato e abbandona l'ufficio, Claire cerca di contattarlo ma lui non risponde al telefono così decide di raggiungerlo a casa sua per parlargli; lì però non trova nessuno.
Il mattino seguente in ufficio si presentano il detective Parker e Arlo che stanno investigando su Scott dopo che è stato rinvenuto del sangue a casa sua, interrogano diverse persone compresa Claire che messa sotto pressione rivela di essere stata a casa sua e dell'ultimo messaggio che le ha mandato Scott. La polizia inizia ad indagare in maniera più insistente nei suoi confronti e quando trovano un suo capello con il sangue di Scott diventa la sospettata principale, Manuel che li ha sentiti la avverte immediatamente di lasciare casa sua.
Claire, ormai scappata dalla polizia, sospetta di essere stata incastrata da Eve, così con una scusa la fa uscire di casa e con l'aiuto di Manuel si intrufola all'interno per scoprire la verità, Eve però rincasa prima ma riesce a sfuggirle. Nel frattempo la polizia trova il rompighiaccio di casa Crane nell'appartamento di Claire e trova il corpo bruciato di Scott nella proprietà appena comprata; con i precedenti di Claire con il fuoco diventa sempre più sospettata. Arlo però ha dei dubbi, aggiorna Claire sulle indagini e le confida che crede che la precedente moglie di Scott sia stata assassinata da Scott e Eve e che Parker abbia chiuso un occhio nelle indagini, i due tentano di trovare delle prove ma Parker assassina Arlo e mette fuori gioco Claire. Rinchiusa nella struttura di Second Change e impossibilitata a fuggire, viene raggiunta da Eve e Parker le chiede di assassinarla, quando lei si rifiuta prende la situazione in mano Lane scoprendosi il vero assassino di Scott che rivela che il suo vero obbiettivo è Claire perché, quando era giovane, aveva bruciato casa sua dove perse la vita suo padre; lei riesce a fuggire, a far incriminare Eve e a ottenere un indennizzo dalla polizia.

## Distribuzione

### Data di uscita
Le date di uscita internazionali nel corso del 2022 sono state:
- 17 gennaio negli Stati Uniti d'America
- 19 maggio nei Paesi Bassi e Polonia (Fala upałów)
- 25 maggio in Giappone (ヒートウェイブ?)
- 2 ottobre in Italia

### Divieti
Negli Stati Uniti d'America la MPAA ha classificato il film come vietato ai minori di 17 anni non accompagnati da un adulto (R) per scene contenenti violenza e sessualità.

### Edizione italiana
La direzione del doppiaggio è di Federico Zanandrea e i dialoghi italiani sono curati da Esther Ruggiero per conto della ASCI Voice and Mind che si è occupata anche della sonorizzazione.